# محسن قرائی
محسن قرائی (زادهٔ ۷ بهمن ۱۳۶۲) کارگردان فیلم و فیلم‌نامه‌نویس ایرانی است. او در دانشگاه تهران در رشتهٔ مهندسی معدن تحصیل کرده‌است. قرائی در سی و هفتمین دورهٔ جشنوارهٔ فیلم فجر برندهٔ سیمرغ بلورین بهترین فیلم‌نامه برای فیلم قصر شیرین شد.

## فیلم‌شناسی

### سینما
| سال  | نام فیلم     | کارگردان | فیلم‌نامه‌نویس | تدوین‌گر |
| ---- | ------------ | -------- | ------------ | ------- |
| ۱۳۹۱ | خسته نباشید! | آری      | نه           | نه      |
| ۱۳۹۲ | حق سکوت      | نه       | نه           | آری     |
| ۱۳۹۵ | سد معبر      | آری      | نه           | نه      |
| ۱۳۹۷ | قصر شیرین    | نه       | آری          | نه      |
| ۱۳۹۹ | بی‌همه چیز    | آری      | آری          | نه      |

### شبکه نمایش خانگی
| سال  | نام فیلم       | کارگردان | فیلم‌نامه‌نویس | تدوین‌گر |
| ---- | -------------- | -------- | ------------ | ------- |
| ۱۴۰۰ | شبکه مخفی زنان | نه       | آری          | نه      |

## جوایز و نامزدی‌ها
| سال  | جشنواره                                 | نام اثر    | نتیجه    |
| ---- | --------------------------------------- | ---------- | -------- |
| ۱۳۹۷ | سیمرغ بلورین بهترین فیلم‌نامه            | قصر شیرین  | پیروز    |
| ۱۳۹۹ | سیمرغ بلورین بهترین فیلم‌نامه اقتباسی    | بی همه چیز | پیروز    |
| ۱۳۹۹ | جایزه ویژه هیئت داوران جشنواره فیلم فجر | بی همه چیز | پیروز    |
| ۱۳۹۹ | سیمرغ بلورین بهترین کارگردانی           | بی همه چیز | نامزدشده |